# Jacques Babinet

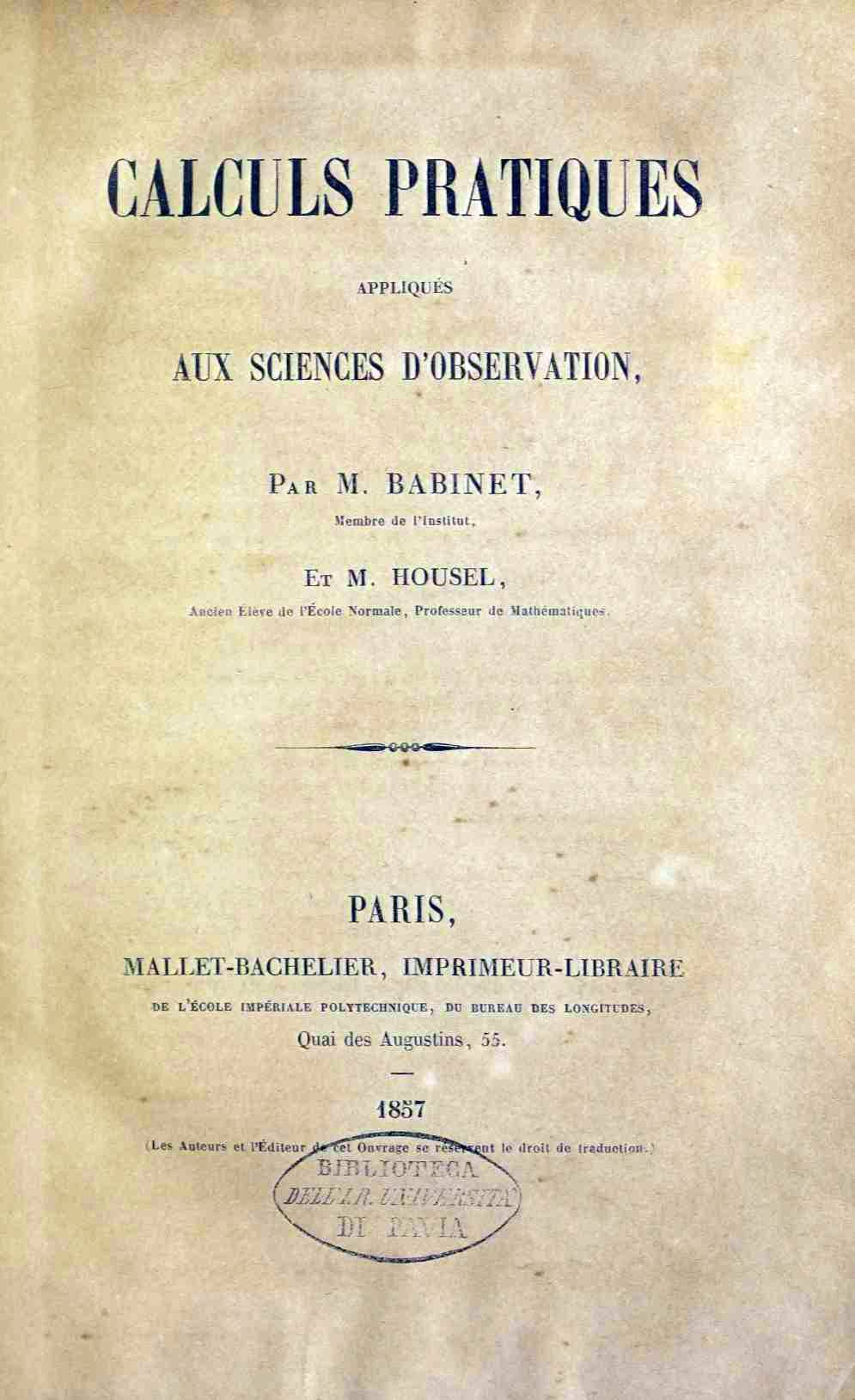

Jacques Babinet (Lusignan, 1794. március 5. – Párizs, 1872. október 21.) francia matematikus, fizikus, csillagász. 

## Pályafutása
1812-ben kezdte meg tanulmányait az École polytechnique-en Párizsban. Matematikát tanított Fontenay-le-Comte-ban, majd fizikát  Poitiers-ben, a Collège royalban. A Természettudományi Múzeum igazgatójának lányát vette feleségül, és apósán keresztül a korszak olyan kiemelkedő fizikusaival került kapcsolatba, mint Augustin-Jean Fresnel, André-Marie Ampère és François Arago.
1822-ben jelent meg az Exposé des nouvelles découvertes sur l'électricité et le magnétisme című, Ampère-rel közösen írt tanulmánya. 1824-ben Horace-Bénédict de Saussure higrométerét mikroszkóppal és mikrométerrel szerelte fel, és így pontosabbá váltak a méréseredmények.
1827-ben átdolgozta Joseph von Fraunhofer optikai fizikusnak azt a tanulmányát, amelynek témája a fény diffrakciója az optikai rácson. Munkájában megmutatta, hogy az interferencia csíkok vizsgálatával a fény hosszúsága nagyon pontosan bemérhető. A Collège de France-on Ampère helyét vette át, és a Sorbonne-on is tanított.
1830-ban a Francia Természettudományi Akadémia kitüntetésben részesítette, mert tökéletesítette Robert Boyle légpumpáját.
1831-től az École polytechnique záróvizsga bizottságának lett tagja.
1839-ben új típusú, kollimátorral felszerelt goniométert hozott létre. A hordozható és beállítható mérőeszköz alkalmas volt a kristályok torziós szögeinek, valamint a fénytörés törésmutatójának mérésére. Ezt a goniométert használta 1860 körül Kirchhoff és Bunsen a lángba tartott testek spektroszkopikus elemzésére.
1840-ben felvették a Francia Természettudományi Akadémia tagjai közé. 1841-től a Bureau des longitudes könyvtárosa, majd a párizsi obszervatórium csillagásza volt.

## Jelentősebb publikációi
- Recherches sur les couleurs des réseaux découverts par Frauenhofer (1829)
- Mémoire sur la double réfraction circulaire (1837).
- Mémoire sur le cercle parhélique, sur les couronnes, sur l'arc-en-ciel et les arcs secondaires (1837)
- Mémoire sur les caractères optiques des minéraux (1839)
- Mémoire sur la perte d'un demi-intervalle d'interférence qui a lieu dans la réflexion à la surface d'un milieu réfringent (1839)
- Résumés de la Physique des corps impondérables et pondérables (1825)
- Mémoire sur la détermination de la masse de la planète Mercure (1825)
- Mémoire sur la détermination du magnétisme terrestre (1829)
- Théorie des courants de la mer (1842 et 1849)
- Sur les rapports de la température avec le développement des planètes (1851)
- Sur la pluie et les inondations (1855 )
- Calculs appliqués aux Sciences d'observation (1837)
- Nouveau cours de Géographie physique et politique (1852)
- De la Télégraphie électrique (1861)